# Buddy Cannon
Buddy Cannon (Lexington (Tennessee), Estados Unidos, 9 de agosto de 1947) es un productor musical y compositor estadounidense. Activo desde finales de la década de 1970, es principalmente conocido por su trabajo como productor de Kenny Chesney, con quien ganó el premio de productor del año otorgado por la Academy of Country Music en 2006.
Junto con Bill Anderson y Jamey Johnson, Cannon compuso el sencillo de George Strait «Give It Away», que ganó el premio a la canción del año de la Country Music Association. Las canciones de Cannon también han sido grabadas por Vern Gosdin, George Strait, Billy Ray Cyrus y Mel Tillis; y ha trabajado como productor de músicos como Chely Wright, Reba McEntire, George Jones, Willie Nelson y Merle Haggard. Cannon fue también honrado por la Cámara de Representantes de Estados Unidos por su contribución como productor musical.